# Le Sosie de Lucky Luke
Le Sosie de Lucky Luke est la troisième histoire de la série Lucky Luke, créée par Morris. Elle est publiée pour la première fois en 1947 du no 505 au no 527 du journal Spirou. Puis est publiée dans l'album La Mine d'or de Dick Digger en 1949.

## Personnages
- Lucky Luke
- Mad Jim : bandit, sosie de Lucky Luke.
- Stan Strangler : complice de Mad Jim.
- Charley Chick : complice de Mad Jim, a une jambe de bois.
- Tortue-agile : Indien.
- Hérisson-qui-chante-au-clair-de-lune : Indien.
- Handy Harry : exécuteur de Silverbrook.
- le shérif de Silverbrook
- Pedro : tenancier du saloon de Silverbrook

## Résumé
Lucky Luke arrive à Silverbrook en Arizona où les clients du saloon, apeurés, le prennent pour Mad Jim qui est en prison pour avoir volé l'argent d'une banque. Mad Jim est le sosie tout craché de Lucky Luke, ce qui donne une idée à deux bandits qui veulent partager l'argent du magot avec Mad Jim à la suite d'un service. Ils kidnappent Lucky Luke et, après avoir drogué le gardien, remplacent Mad Jim par lui dans la cellule de la prison. 
Lucky Luke, réveillé, tente de persuader le shérif du patelin qu'il n'est pas Mad Jim mais c'est peine perdue. Heureusement, l'exécuteur manque son coup quand il doit le pendre et Lucky Luke parvient de peu à s'évader. Il se met sur la piste de Mad Jim et de ses complices, Stan Strangler et Charley Chick. Il réussit assez facilement à les capturer mais ceux-ci parviennent à s'échapper grâce à deux Indiens qui n'ont pas aimé le présent de Lucky Luke et qui l'ont fait prisonnier. Heureusement, Lucky Luke s'évade à la suite d'une dispute entre les deux acolytes. Il parvient de nouveau à capturer les trois bandits et les ramène à Silverbrook. 
De nouveau, Mad Jim parvient à s'évader. La confrontation finale entre lui et Lucky Luke a lieu au saloon de l'endroit. Cette confrontation se solde par la mort de Mad Jim, qui fait donc partie des rares personnes que Luke tue lors d'un duel. Dans les albums suivants, il ne tue plus jamais un seul homme lors d'un duel, se contentant de désarmer ses adversaires à l'aide de son colt ou en les mettant hors d'état de nuire d'une autre façon.

## Publication

### Revues
L'histoire est parue dans le journal Spirou, du no 505 (18 Décembre 1947) au no 527 (20 mai 1948).

## Postérité
À la fin de l'album, Lucky Luke tue Mad Jim. Ce sera la seule fois de toute la série où il tuera quelqu'un. Joe Dalton y fait même référence dans l'album Belle Starr, en déclarant que Lucky Luke « n'a plus jamais descendu personne depuis le Sosie de Lucky Luke il y a plus de quarante-cinq ans » (planche 24).
Ce ne serait pas la seule fois où Luke aurait tué. Dans l'album Phil Defer, le personnage éponyme est abattu par Lucky Luke dans la première version du journal, avant qu'elle ne soit censurée en album et que Defer finisse par survivre mais est rendu handicapé. Dans Hors-la-loi, les quatre frères Dalton originaux meurent hors-champ (probablement pendus), après que Luke les a neutralisés. Cependant, une planche non publiée (mais retenue pour l'édition de l'album en collection Gag du Poche) montre Bob Dalton tué d'une balle dans la tête, peut-être tirée par Lucky Luke.

## Anecdote
La scène de l'exécution de Lucky Luke est un plagiat de celle vue dans l'album Tintin en Amérique d'Hergé dont la version couleur a été publié un an plus tôt. Dans les deux histoires, le héros est sur le point d'être pendu à la place du véritable coupable, mais cela échoue et la foule finit par se bagarrer, tous voulant pendre le héros qui en profite pour s'éclipser.